# 村松武美

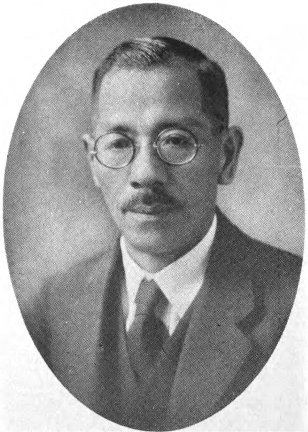
村松武美

村松 武美（むらまつ たけよし、1884年（明治17年）4月3日 – 1938年（昭和13年）9月10日）は、新潟市長、内務官僚。

## 経歴
静岡県榛原郡勝間田村字切山（現在の島田市）に鈴木美賢の二男として生まれ、村松家の入婿となった。1913年（大正2年）7月、東京帝国大学法科大学法律学科を卒業した。同年11月に高等文官試験に合格し、埼玉県属、埼玉県理事官、埼玉県入間郡長、新潟県理事官・農林課長、静岡県警察部長、宮城県警察部長、宮城県書記官・警察部長、京都府書記官・警察部長、愛知県書記官・警察部長、栃木県書記官・内務部長、広島県書記官・内務部長を歴任した。
1931年（昭和6年）に海外出張を命じられ、翌年に帰国。帰国後は京都市助役に就任し、1935年（昭和10年）まで務めた。
その後、1937年（昭和12年）に新潟市の市長に選出され、翌年8月まで在職した。退任直後の9月10日に死去した。